# Parachartergus weyrauchi
Parachartergus weyrauchi är en getingart som beskrevs av Abrahaham Willink 1959.
Parachartergus weyrauchi ingår i släktet Parachartergus och familjen getingar. Utöver nominatformen finns också underarten Parachartergus weyrauchi decipiens.